# Tiling window manager
En tiling window manager är en fönsterhanterare som har förmågan att automatiskt arrangera och fördela ytan för programfönster i ett grafiskt skal på så sätt att de inte överlappar varandra, liksom kakel på en vägg (tiles på engelska).

## Tiling window managers
Exempel på tiling window managers:
- awesome
- Bluetile
- dwm
- ion
- xmonad
- scrotwm